# Антонов Віктор Леонідович
Антонов Віктор Леонідович (18 березня 1926, Харків — 22 січня 2015, Харків) — український архітектор і міський планувальник, доктор архітектури, керівник розробки генерального плану Харкова 1964 року, керівник обґрунтування харківського метрополітену.

## Життя і кар'єра
Віктор Антонов закінчив архітектурний факультет Харківського інженерно-будівельного інституту у 1949 році. У 1955 році закінчив Академію архітектури СРСР.
Працював головним архітектором проектів у Запорізькому облпроекті (1949—1953), керівником архітектурної майстерні та головним інженером інституту «Харківпроект» (1956—1967), головним будівельником комбінату «Харківжитлобуд» (1967—1970). Був членом Спілки архітекторів України з 1953 року.
З 1970 р. Антонов був доцентом, а з 1990 року професором у Харківському інституті інженерів комунального будівництва. У 1992 році заснував і став першим завідувачем кафедри «Проблем архітектури міського середовища». Створення кафедри було пов'язане з відкриттям в інституті експериментального навчання за спеціальністю «Містобудування», напрямок «Архітектура». В основу цього навчання лягла науково-дослідницька робота «Фундаментальні дослідження людського фактора і його вплив на формування середовища (система: людина — середовище) і на сучасне навчання у вищому навчальному закладі (система: людина — середовище — навчальний процес)».
Почесний член Української академії архітектури (1998).

## Вибрані проекти
- Генеральний план Харкова (1966)
- Генеральний план Сімферополя
- Проект обґрунтування харківського метрополітену
- Програма перебудови будівельної індустрії Харкова на містобудівний потік

- Будинок побуту «Центральний», Харків (арх. Е. В. Лебедєва, Б. Г. Клейн, В. Л. Антонов, 1972) — найбільший в Україні Будинок побуту[5]

## Видатні учні
- Шубович Світлана Олександрівна — професор, доктор архітектури, член національної спілки архітекторів України.[6]